# Afganopogon lindbergi
Afganopogon lindbergi är en tvåvingeart som beskrevs av Hradsky 1962. Afganopogon lindbergi ingår i släktet Afganopogon och familjen rovflugor. Inga underarter finns listade i Catalogue of Life.